# Itabuna Airport
Itabuna Airport är en flygplats i Brasilien.   Den ligger i kommunen Itabuna och delstaten Bahia, i den östra delen av landet, 900 km öster om huvudstaden Brasília. Itabuna Airport ligger 57 meter över havet.
Terrängen runt Itabuna Airport är huvudsakligen platt. Itabuna Airport ligger nere i en dal. Runt Itabuna Airport är det tätbefolkat, med 331 invånare per kvadratkilometer.. Närmaste större samhälle är Itabuna, 3,0 km norr om Itabuna Airport.
I omgivningarna runt Itabuna Airport växer i huvudsak städsegrön lövskog.